# Distrito de Laraos (Yauyos)
El distrito de Laraos es uno de los  treinta y tres que conforman la provincia de Yauyos, ubicada en el departamento de Lima, en el Perú. Se halla en la circunscripción del Gobierno Regional de Lima-Provincias. Limita por el Norte con el distrito de Alis; por el Este con la Provincia de Huancayo; por el sur con el distrito de Huantán y; por el Oeste con los distritos de Carania y Miraflores.
Desde el punto de vista jerárquico de la Iglesia católica, forma parte de la Prelatura de Yauyos.

## Historia
El distrito de Laraos es uno de los más antiguos de la provincia de Yauyos, y su historia es amplia y emerge desde la época preincaica. Su pueblo antecesor es Sinchimarka, cuna de hombres forjadores, pero a la vez valientes y belicosos, como todas las tribus que conformaban los Yauyos, quienes fueron tenaz resistencia antes de ser conquistados por el inca Pachacútec. Los pueblos preincas de Laraos son: Wanllapata, Wajramarka, Wayaumarca y Callawarqui. Sinchimarka es una ciudadela inca.
En 1586, siendo virrey don Fernando de Torres de Portugal, el primer corregidor de Yauyos, don Diego Dávila Briceño, hizo la demarcación territorial y formó cuatro parroquias o curatos con más de cuatro pueblos cada uno, encomendados a la orden de los Dominicos. Estos fueron: Santo Domingo de Yauyos, Santo Domingo de Laraos, San Cristóbal de Huáñec y Santa María de Pampas.
Es decir que con la conquista española, los nativos de Sinchimarka fueron obligados a trasladarse a la actual ubicación del distrito. Así este adquiere la denominación de Santo Domingo de Cocha Laraos, siendo uno de los pueblos más importantes y que contribuyeron en el proceso de cristianización de los habitantes de Yauyos.
Su nombre proviene de un derivado de la palabra Jaqi o Jaqaru Laraupugio. Larau significa pedregón, pugio es puquial, y ambos significan puquial en pedregón. Con la transculturización andina se transforma en Laraus (plural), que quiere decir pedregones; y con la castellanización se pronuncia Laraos.
El Distrito de Laraos se crea en la época de la Independencia durante la administración del Libertador Simón Bolívar en 1825 en el mismo año que Huáñec, Yauyos, Ayavirí, Omas, Tauripampa, Pampas (hoy Colonia), Víñac y Chupamarca, los nueve distritos pertenecientes a la Provincia de Yauyos.

## Geografía
Laraos está situado en la zona norte de la provincia de Yauyos, a una altitud de 3 310 m s. n. m., latitud 12 20' 33, longitud 75 47' 03. Se encuentra en la región Quechua y tiene una superficie territorial de 403,73 km².

## División administrativa
La comunidad campesina de Laraos fue reconocida el 2 de septiembre de 1938. Sus anexos son San Juan de Langaico y Lanca.

### Barrios
El pueblo está dividido es diez barrios:
Callhuapampa, Añaya, Larpa, Callampa, Súniqui, Saca, Cancayllu, Achallanca, Warcaña, Caracara y Chunchillo.

## Hitos urbanos
Destaca su centenaria Plaza de Armas, su hermoso templo colonial y sus pintorescas calles empedradas.

## Autoridades

### Municipales
- 2019 - 2022[2]
  - Alcalde: Albín Laureano Brañez Huallullo, del Partido Democrático Somos Perú.
  - Regidores:

  1. Emil Ismael Gago Beltrán (Partido Democrático Somos Perú)
  2. Patricia Yovely Rodríguez Beltrán (Partido Democrático Somos Perú)
  3. José Eladio Orihuela Ayllón (Partido Democrático Somos Perú)
  4. Consuelo Soledad Casildo Juan de Dios (Partido Democrático Somos Perú)
  5. Virgilio Artemio Rodríguez Brañez (Movimiento Regional Unidad Cívica Lima)

Alcaldes anteriores
- 2015 - 2018:[3] Abel Egidio Beltrán Santiago, Movimiento Patria Joven (P).
- 2011 - 2015:[4] Abel Egidio Beltrán Santiago, Movimiento Concertación para el Desarrollo Regional (CDR).
- 2007 - 2010: Albín Laureano Brañez Huallullo, Partido Democrático Somos Perú.
- 2003 - 2006:[5] Albín Laureano Brañez Huallullo, Partido Democrático Somos Perú.
- 1999 - 2002: Willy Feliciano Brañes Espinoza, Movimiento independiente Somos Perú.
- 1996 - 1998: Elisaldo Maximiano Rodríguez Castillo, Lista independiente N.º 3 Unidad Regional de Integración Yauyos (URI).
- 1993 - 1995: José Jacob Cueva Brañez Baltazar, Lista independiente Unidad Regional de Integración Laraos (URI).
- 1990 - 1992: .
- 1987 - 1989: Enner Abel Brañez Gago, Partido Aprista Peruano.
- 1984 - 1986: Clodoveo Raymundo Haro Vivas, Partido Acción Popular.
- 1982 - 1983: Leandro Rodrigo Gallardo Conde, Partido Acción Popular.

### Policiales
- Comisaría de Laraos
  - Comisario: Mayor PNP.[6]

## Educación

### Instituciones educativas
- I.E Santo Domingo de Laraos

° I.E.P N° 20709 PRIMARIA.
° I.E.I N° 510  INICIAL

## Festividades
- Febrero
  - Carnavales
- Mayo:
  - 15 Fiesta del Agua o Limpia-Acequia (Sequía-Ashpi)
  - Señor de Cachuy
- Junio
  - 3.er domingo: Día del Padre y Matachines
- Agosto:
  - 4: Palla Larahuina: Homenaje a Santo Domingo de Laraos Patrón del pueblo.
  - 30: Santa Rosa de Lima.
- Diciembre
  - 25: Baile de las Azucenas

## Vías de acceso
Para llegar a Laraos deben recorrerse 300 km partiendo de Lima. Por la Panamericana Sur, una autopista en perfectas condiciones hasta el km 131 llegando a Cerro Azul. Ya llegando a San Vicente de Cañete en el km 143, se inicia la carretera asfaltada de 40 km hasta llegar a Lunahuana. Río arriba por una carretera asfaltada recientemente pasamos el desvío hacia Yauyos en el km 266 y 1 kilómetro antes del anexo de Llapay (km. 292), nos dirigimos 9 km hacia la derecha subiendo por carretera asfaltada angosta hasta llegar a la capital del distrito, Laraos.

## Atractivos turísticos
Los sitios turísticos del distrito.

### Sitio Arqueológico
- Shinchimarca

### Pinturas rupestres
- Yuncalara
- Chajse Chajse

### Bosque
- Urumayno (Shinchimarca), son las ruinas de Sinchimarca pueblo antiguo que dio origen al actual pueblo de Laraos.
- Chajse Chajse

### Laguna
- Cochapampa
- Pumacocha, aquí se encuentra el sifón más profundo de Sudamérica con 638 metros conocido como "la cueva de Pumacocha". Un paraje rodeado de nevados y poblado de aves de puna.

### Otros
- Andenerías de Laraos
- Quebrada de Yuncalara
- Cañón Shutjo (Manifestaciones Coloniales)
- Zona de Chipujro

## Plantas
Laraos tiene varios pisos ecológicos en ella se encuentra más de 661 especies de plantas nativas y naturalizadas y 50 cultivadas. En 1998, Beltrán Hamilton & Galán De Mera, descubrieron una especie nueva que la llamaron Senecio larahuinensis (Asteraceae), hasta ahora es considerado endémica del lugar. Algunas otras plantas como Mutisia acuminata "Quenshoshocona", Ophryosporus peruvianus "Shacashaca", Otholobium pubescens "Huallhua", Senecio violaefolius "Huamanripa", Minthostachys mollis "Shimuña" son usadas como medicinales. Otras como Jaltomata bicolor "Shucruma", Physalis peruviana "Capuli", Hesperomeles cuneata "Tañataña" son usadas como frutas.
Recientemente Al-Shehbaz, 2009, descubrió una nueva especie colectado por Hamilton Beltran en Peshco denominándolo Draba beltranii de la familia Brassicaceae. En 2013 en la zona de Ullpo fue descubierta Aeschersenodoxia peruviana  otra Brassicaceae En el presente año 2014 Malesherbia laraosensis fue descubierta en los linderos del distrito.
En un estudio florístico en bosques e Polylepis en Laraos  (Bosque de ChejseChejse o ChaqsiiChaqsii) se encontraron 213 especies (Trinidad & Cano, 2016), el registro más alto para un Bosque de Polylepis "Quinual"  encontrado para el Perú.
Beltrán, H. & Galán De Mera. 1998. Senecio larahuinensis sp. nov. (ASTERACEAE), una nueva especie de los andes peruanos. Anales del Jardín Botánico de Madrid 56 (1): 168-169.
Beltrán, H. 1998. Estudio Taxonómico de las especies del género Senecio L. (ASTERACEAE) parte alta de la Cuenca alta del río Cañete, Yauyos. Lima. Tesis Magíster Facultad de Ciencias Biológicas. UNMSM.
Beltrán, H., A. Beltrán, L. Torres, T. Wachter, 1998. Guía para las plantas de la Cuenca del río Cañete. The Field Museum. Chicago.
Beltrán, H. 1994. Las Asteráceas del Distrito de Laraos Yauyos. Tesis Biólogo. Facultad de Ciencias Biológicas. Universidad Nacional Mayor de San Marcos.
Beltrán, H. 2018. Catálogo de flora vascular del distrito de Laraos (Yauyos, Lima). Arnaldoa 25 (2): 565-596.
Trinidad, H. & A. Cano. 2016. Composición florística de los bosques de Polylepis Yauyinazo y Chaqsii- Chaqsii, Reserva Paisajística nor Yauyos-Cochas, Lima. Rev. Perú Biol. 23(3): 271 – 286.

## Animales
Existe una relativa diversidad de mamíferos, aves, anfibios, reptiles e insectos. Entre los mamíferos existen la Vizcacha, Taruca, Gato andino, Venado, Puma "Puma concolor", Añas "Conepatus semistriatus" y Zorro andino etc. En aves al "Cóndor" Vultur gryphus, Picaflor gigante" Patagona gigas, "Pichiusa" Zonotricha capensis, "Tocleshca" Turdus chihunaco, "Jilguerito" Carduelis magellanica, "Shicshic" Troglodites aedon etc. "Culebras" Philodrias simonsii.